# Gunnison (Misisipi)
Gunnison es un pueblo del condado de Bolivar en el estado de Misisipi (Estados Unidos). En el año 2000 tenía una población de 633 habitantes en una superficie de 2.6 km², con una densidad poblacional de 251.4 personas por km².

## Geografía
Gunnison se encuentra ubicado en las coordenadas 33°56′33″N 90°56′46″O / 33.94250, -90.94611. Según la Oficina del Censo, el pueblo tiene un área total de 2,6 km² (1 mi²), de la cual 2,5 km² (1 mi²) es tierra y 0,1 km² (0 mi²) es agua.

### Localidades adyacentes
El siguiente diagrama muestra a las localidades en un radio de 20 kilómetros (12,4 mi) de Gunnison.

## Demografía
Para el censo de 2000, había 633 personas, 202 hogares y 146 familias en la localidad. La densidad de población era 251.4 hab/km².
En el 2000 la renta per cápita promedia del hogar era de $ 19.432 y el ingreso promedio para una familia era de $21.875. El ingreso per cápita para la localidad era de $8.395. En 2000 los hombres tenían un ingreso per cápita de $27.679 contra $15.500 para las mujeres. Alrededor del 47.9% de la población estaba bajo el umbral de pobreza nacional.